# Bestorming van De Nationale Assemblée
De bestorming van De Nationale Assemblée vond op 17 februari 2023 plaats in Paramaribo, Suriname. De bestorming kwam tijdens een protestdemonstratie die op het tegenoverliggende Onafhankelijkheidsplein plaatsvond. Vervolgens ontstonden rellen, werd brand gesticht en werd geplunderd. De Suriname Times Mall werd zwaar getroffen: 48 units werden vernield en geheel leeggeplunderd. Bij de rellen raakten meer dan twintig mensen gewond.
Naar deze dag wordt ook wel verwezen als Zwarte Vrijdag en Plunder Vrijdag, hoewel de verwijzing van zwart naar negatieve gebeurtenissen niet door iedereen gewenst is.

## Economische malaise en onvrede
Sinds onafhankelijkheid van 1975 werd de economie van Suriname meermaals ontregeld door corrupte regeringen en tijdens het militaire regime. Toen Desi Bouterse de leiding in 2020 overdroeg aan de regering-Santokhi/Brunswijk, was de staatskas zo goed als leeg. Daarnaast was er een torenhoge staatsschuld, hadden de individuele ministeries grote schulden en betalingsachterstanden en waren veel staatsbedrijven en overheidsinstellingen leeggeroofd en uitgehold. Daarbovenop kreeg de economie een klap als gevolg van de coronacrisis. In oktober 2020 kon Suriname niet aan zijn betalingsverplichtingen voldoen en werd aan schuldeisers om uitstel van betaling gevraagd. In mei 2021 bereikte Suriname een akkoord met het Internationaal Monetair Fonds (IMF) over het doorvoeren van 34 maatregelen om de economie te saneren. Hierdoor kwamen in tranches kredieten beschikbaar. Om de tekorten te compenseren, drukte de nieuwe regering geld bij, met een grote inflatie van jaarlijks 50% à 60% tot gevolg.
Ondanks de beloften voor de verkiezingen van 2020 om de ongelijkheid in het land te verminderen, bleef de kloof tussen arm en rijk na een regeerperiode van tweeënhalf jaar onverminderd groot. Daarnaast werd de frustratie gevoed door andere niet nagekomen beloftes. Voor de verkiezingen werd verlichting beloofd terwijl de prijzen van producten en brandstof juist bleven stijgen. Ook waren burgers niet te spreken over de banen die aan vrienden en familie werden toegewezen, in tegenstelling tot Santokhi's aankondiging voor de verkiezingen om corruptie tegen te willen gaan. Ging het bij Santokhi ook voor een deel om een middel in zijn machtsstrijd met vicepresident Ronnie Brunswijk, stelde Brunswijk in oktober 2021 dat zijn familie "wel mag mee-eten" nu hij vicepresident was.

## Protest, bestorming, rellen en plundering

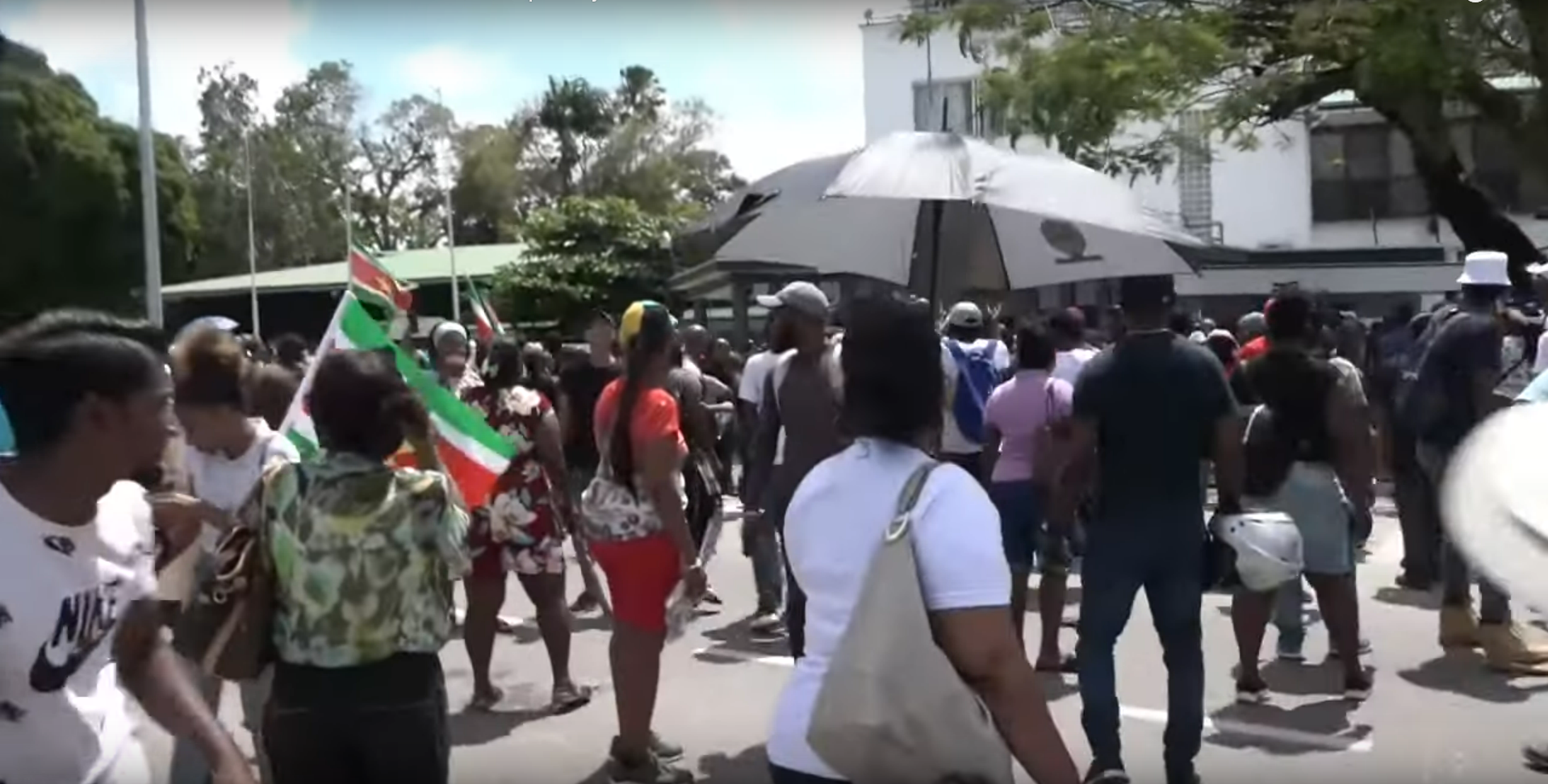
Menigte richt woede op het gebouw van DNA

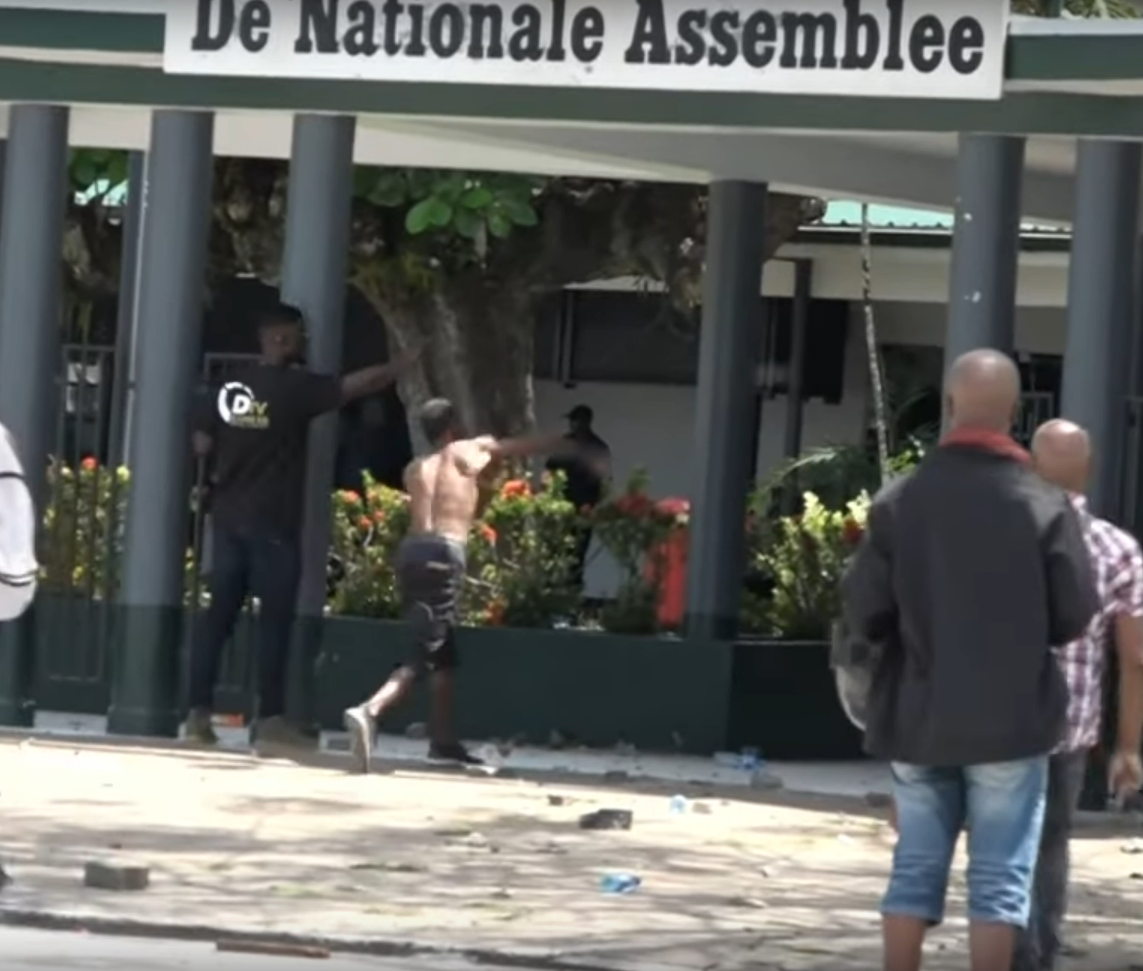
Man gooit steen naar DNA

Zo'n twee maanden na het aantreden van het kabinet-Santokhi/Brunswijk besloten Stephano Biervliet en Siebrano Piqué onafhankelijk van elkaar om een protestactie te organiseren tegen het regeringsbeleid. Voor beide protesten was vrijwel geen animo. Biervliet had ook vanaf 2015 geprotesteerd tegen het beleid van de regeringen-Bouterse en was toen een van de oprichters van Wij Zijn Moe(dig). Piqué was ook aangesloten bij Wij zijn Moe(dig) en een aanhanger van de NDP, de partij van Desi Bouterse. De protesten van medio 2022 waren feller kenden een hogere opkomst. Deze werden georganiseerd door de Organic Movement.
Op 17 februari 2023 organiseerde Biervliet opnieuw een demonstratie op het Onafhankelijkheidsplein onder de naam Alles plat, waarvoor hij ook de vakbonden en het bedrijfsleven opriep om mee te doen. Aan het protest namen duizenden mensen deel. Op social media bleek van tevoren dat ook herrieschoppers op het protest af zouden komen. De Surinaamse politie was hier echter niet op voorbereid. Maar ook organisator Biervliet liet deze mensen toe op zijn soundtruck. Op een gegeven moment riep een man om De Nationale Assemblée (DNA) te bestormen. Demonstranten klommen over de hekken van het parlementsgebouw en wierpen er flessen en bloempotten naartoe. Ramen sneuvelden, de lobby werd vernield en er brak brand uit. Toen de soundtruck inreed op demonstranten en de politie, reageerde de politie met traangas en waarschuwingsschoten. Het was overigens niet de eerste keer dan demonstranten DNA binnendrongen. Tijdens de protesten in 1999 tegen de regering-Wijdenbosch gebeurde dit ook, zij het toen vreedzaam.
De rellen spreidden zich uit over de stad. Het Hoekhuis werd aangestoken en meteen door de brandweer geblust, de auto van een journalist brandde volledig uit, het tankstation van Shell aan de Maagdenstraat werd vernield en geplunderd en er waren vernielingen aan de Congreshal en in de Heiligenweg. Ondertussen waren de organisatoren onder wie Biervliet nergens meer te bekennen. Bij de rellen raakten meer dan twintig mensen gewond. De Suriname Times Mall werd zwaar getroffen met veelvuldige vernielingen en de gehele plundering van 48 van de 64 units. Ondernemers bleven praktisch failliet achter en raakten getraumatiseerd. Volgens mallmanager Enjoem leken de plunderingen voor een deel georganiseerd, omdat vrijwel meteen aan het begin auto's voor de mall werden geparkeerd om de gestolen waar in te geladen.
Binnen zes dagen werden 113 demonstranten aangehouden en 83 voorgeleid. na een jaar waren er 35 verdachten veroordeeld voor met name diestal.
Volgens Biervliet zou hij tijdens de bestorming bedreigd zijn door gemaskerde mannen met een kapmes, lange houwer en pistolen en de leiding over de demonstratie zijn verloren. Maisha Neus, een activiste tegen zowel de regering Bouterse als Santokhi, beweerde dat de Organic Movement bij een eerder protest eveneens gehinderd was geweest door personen van buitenaf. De veiligheidsdiensten concludeerden vanuit hun perspectief eveneens dat er sprake zou zijn geweest van een gecoördineerde actie.

## Reactie politiek
De regering en politici uit andere geledingen keurden de rellen en plunderingen sterk af en riepen om harde maatregelen. Deze kwamen er in de vorm van een avondklok, extra inzet van politie en de sluiting van winkels en scholen. Enkele dagen later werden de maatregelen weer ingetrokken. President Santokhi zette een taakgroep op om relschoppers op te sporen. Voor het eind van de maand waren meer dan honderd verdachten opgepakt voor onder meer plundering en diefstal. Stephano Biervliet meldde zich bij de politie en ontkende een aandeel te hebben gehad in de escalaties. Hij werd niettemin bij de rechter-commissaris voorgeleid op verdenking van onder meer opruiing, diefstal, brandstichting en poging tot doodslag.
Santokhi legde aanvankelijk de nadruk op "het beschermen van de samenleving, de rechtsstaat en de democratie." Als reactie hierop kreeg hij de kritiek dat de regering de oorzaken erachter zou negeren. In een latere toespraak pleitte hij voor een zo snel mogelijke normalisering van de economie en kondigde hij aan in gesprek te gaan met belangengroepen. De president startte zijn gesprekken op 26 februari 2023 onder de noemer nationale dialoog. Op de dag ervoor had hij in een voorontmoeting een gesprek met vertegenwoordigers van de volksbuurten en daarna had hij honderden gesprekken met de vertegenwoordigers van uiteenlopende groepen; allerlei vakbonden sloegen de uitnodiging af. De nationale dialoog zou twee weken duren, maar liep in de praktijk uit op twee maanden. Een half jaar later zou volgens De Ware Tijd niet duidelijk zijn wat de regering geleerd had en hoe de vertaalslag werd gemaakt naar de praktijk.

## Vergelijking met Sri Lanka
Volgens analist Marten Schalkwijk zou de bestorming in Paramaribo niet zozeer op die in Washington (2021) of Brasilia (2023) lijken, maar op die in Sri Lanka (juli 2022). Ook daar dwongen problemen als inflatie, krimpende deviezen en hoge schulden de regering om bij het IMF aan te kloppen. Na de bestorming van het parlement kwam daar een nieuwe regering, maar was er geen snel herstel. De economische malaise is in Suriname niet nieuw, maar gebeurde ook in 1999 en nog heviger in 1985. "We zijn er steeds uitgekomen, maar vaak na een paar jaar van pinaren," besloot Schalkwijk. De Amerikaanse ambassadeur Robert Faucher zei in 2023 dat Amerikaanse bedrijven geïnteresseerd zijn om in Suriname te investeren indien Suriname erin slaagt stabiliteit te creëren.